# Пусилтон Уно (Јахалон)
Пусилтон Уно (шп. Puciltón Uno) насеље је у Мексику у савезној држави Чијапас у општини Јахалон. Насеље се налази на надморској висини од 1014 м.

## Становништво
Према подацима из 2010. године у насељу је живело 193 становника.

### Хронологија
| Година       | 2000 | 2005          | 2010 |
| ------------ | ---- | ------------- | ---- |
| Становништво | 7    | 209 (206 / 3) | 193  |

### Попис
| # | Индикатор                     | Вредност |
| - | ----------------------------- | -------- |
| 1 | Укупно домаћинстава           | 3        |
| 2 | Укупно насељених домаћинстава | 2        |
| 3 | Величина локације             | 1        |